# Мадтха, Амвросий
Амвросий Мадтха (англ. Ambrose Madtha; 2 ноября 1955, Балтангади, Индия — 8 декабря 2012, Бьянкома Кот-д’Ивуар) — индийский прелат и ватиканский дипломат. Титулярный архиепископ Найссо и апостольский нунций в Кот-д’Ивуаре с 8 мая 2008 по 8 декабря 2012.